# Євграфовка
Євгра́фовка (рос. Евграфовка, башк. Евграфовка) — присілок (у минулому селище) у складі Благовіщенського району Башкортостану, Росія. Входить до складу Покровської сільської ради.
Населення — 5 осіб (2010; 7 в 2002).
Національний склад:
- росіяни — 86 %

До 2007 року присілок називався Орловка.